# Celebophlebia
Celebophlebia är ett släkte av trollsländor. Celebophlebia ingår i familjen segeltrollsländor.
Kladogram enligt Catalogue of Life:
| Celebophlebia | \| \| Celebophlebia carolinae \| \| \| \| \| \| Celebophlebia dactylogastra \| \| \| \| |
|               | \| \| Celebophlebia carolinae \| \| \| \| \| \| Celebophlebia dactylogastra \| \| \| \| |
|               | Celebophlebia carolinae                                                                 |
|               |                                                                                         |
|               | Celebophlebia dactylogastra                                                             |
|               |                                                                                         |